# Tres de Febrero (Venezuela)
Pour les articles homonymes, voir Tres de Febrero.
Tres de Febrero est une ville de l'État de Trujillo au Venezuela, capitale de la paroisse civile de Tres de Febrero.